# Trichopalpus
Trichopalpus is een geslacht van insecten uit de familie van de drekvliegen (Scathophagidae), die tot de orde tweevleugeligen (Diptera) behoort.

## Soorten
- T. fraternus (Meigen, 1826)
- T. nigribasis Curran, 1927
- T. obscurella (Zetterstedt, 1846)
- T. palpalis (Coquillett, 1898)